# Ohrid
Ohrid (makedonsk: Охрид; albansk og tyrkisk: Ohri) er en by i den sydvestlige del af Nordmakedonien.
Byen ligger ved bredden af Ohridsøen 171 km fra hovedstaden Skopje, 15 km fra byen Struga, 66 km fra byen Bitola, 35 km fra byen Resen og 61 km fra byen Kičevo. Omkring 5 km fra Ohrid-Kičevo-vejen ligger Ohrid lufthavn med navnet Ohrid Apostlen Paulus Lufthavn, som er Nordmakedoniens næststørste lufthavn.
Byen har 55.749 indbyggere (2002). Hovedparten er makedonere (84,9 %). En lille del er albanere (5,3 %) og tyrkere (4,1 %). Byens arkitektur er en blanding af nyt og gammelt. 
Ohrid og Ohridsøen er Nordmakedoniens vigtigste turistområde og tiltrækker mange mennesker året rundt på grund af det behagelige klima.
Ohrid har både gammel og ny bebyggelse. Byen – og specielt den gamle historiske bydel – er bygget oppe på bjerget. Gennem middelalderen blev byen kaldt det slaviske Jerusalem på grund af de utallige kirker og kapeller. Legenden sagde 365, én for hver dag i året. Selv om tallet i dag er væsentligt mindre, er der et betydeligt antal. Bl.a. kan nævnes Sankt Clement og Panteleimon Kirke og kloster, der tilskrives Sankt Clement af Ohrid, hvis grav findes i kirken. 
Siden 1980 har Ohrid og Ohridsøen været på UNESCO's Verdensarvsliste som både natur- og kulturarv.

## Historie
Civilisationen har eksisteret her i mere end 3000 år. Byen er i rækken blandt de sjældne balkanbyer som Thessaloniki, Edessa og Dirrachio (Dirrahio), som har eksisteret igennem hele den antikke periode, og hvor en tidligere civilisation er forsvundet. Denne gamle by oplevede de forskellige imperiers fremgang og nedgang. 
Det moderne Ohrid er en arv fra den antikke by Lihnid (Lychnis). Navnet dukker frem i forbindelse med Filip den 2. i 353 f.Kr.. I nogle byzantinske kilder siges det, at "byen ligger på et bjerg tæt ved den store sø Lychnidos" fra hvilken byen fik navnet Lychnis, som tidligere blev kaldt for Dyassarites. Ved siden af disse kilder om byens eksistens findes også en mængde af dokumenter fra det Romerske Imperium hvor det nævnes, at byen ligger på vejen Via Egnatia, den ældste og vigtigste vej på Balkan, som forbandt Rom med den østlige del af Romerriget. Vejen startede med 2 afsnit fra Apollonia og Durahija, og over Kandava-bjergene førte den til Lihnid (Lychnis), som meget tidligere, inden ankomsten af romerne, var hovedforbindelsen mellem havet og det indre illyriske og makedonske land. 
Brigejerne og enhelgejerne bevarede den ældste bebyggelse, hvis navn kan stedfæstes til det brede område ved Ohrid-søen.
Brigejerne er de samme som frigejerne. Ifølge Herodot levede de asiatiske frigejer engang i Europa tæt ved Makedonien og blev kaldt for brigere, og efter krigen ved Troja flyttede de til Lilleasien og skiftede navn til phruges.
I historien identificeres enhelgejeene som illyrere, men Herodot og andre historikere adskiller dem fra illyrere.
Selve navnet enhelgejrene stammer fra encheleis (ål, slange) og forbinder dette folk med søen Lychnidos (Ohrid-søen), som er rig på ål. 
I tiden under de romerske erobringer mod slutningen af 3. århundrede f.Kr., og starten af 2. århundrede f.Kr. nævnes dasareterne og deres område Dasaretien, ligesom byen Lychnidos, Lychnidus og området Lychnis. Dasaretien var stort område som strakte sig fra Devol mod vest til det makedonske område Orestiada og Linkestida mod øst. Lihnitida, omkring Ohrid-søen, nævnes i starten som særskilt område udenfor Dasaretien. Efter den romerske erobring omfattede navnet Dasaretien alle stammer, som levede i bjergområdet i det indre makedonske og sydlige illyriske område, fra den epiriske grænse mod syd til Partenene og Penesterne i nord og Linkesterne i syd.
Lihnid (Lychnis) blev herefter hovedstad i Dasaretien.
Om den politiske udvikling i det lihnidskle område i den antikke tid findes kun få bevarede oplysninger. De første oplysninger om den politiske karakter i dette område henviser til slutningen af det 5. århundrede f.Kr., i tiden under Peloponnes (Peloponnisos) -krigen i Grækenland. Dengang opstod der en politisk gruppering ved den nordlige grænse af Makedonien, som de antikke forfattere navngiver "illyrere", og som nogle gange truede sikkerheden i den makedonske stat.
Det nævnes, at da Filip den 2. overtog magten, holdt illyrerne Makedonien besat. Med Philip den II af Makedonien på tronen kom det til et skift i magtforholdet efter et slag, hvor makedonerne sejrede. Dette slag var vigtigt for den videre udvikling af de illyrisk-makedonske forhold, hvor den illyriske dominans af Makedonien forsvandt og illyrerne måtte forlade landet øst for Ohrid-søen.
I 335 f.Kr., mens Aleksander den 3. befandt sig ved Donau, rejste kongen Klit sig mod Makedonien. De historiske kilder nævner intet om Aleksanders sejr over Klit, men nogle indirekte kilder viser, at Illyrien dengang var tilføjet Makedonien, sandsynligvis som provins under strategisk styre, ligesom Thrakien under tiden med Philip den II af Makedonien. I denne tid var området Lihnid (Lychnis) en del af den helleniske civilisation og var ikke del af det latinske sprogområde.
I det 3. århundrede f.Kr. viste Rom interesse for Balkan og foretog militæraktioner mod den stærke makedonske stat fra baser i de illyriske områder. I de 3 krige som Rom førte mod Makedonien under Filip den 5. og Persej mærkede makedonerne for første gang nederlaget. Hvor nederlaget fandt sted, kan ikke bestemmes med sikkerhed, men muligvis var det i området Lihnid (Lychnis). Efter den tredje makedonske krig mod kong Persej, blev Lihnid (Lychnis) til romersk hovedbase i de nordlige dele i Makedonien. Dette er tidsrummet i antikken, om hvilket man ved mest.
I 148 f.Kr. var Makedonien omdannet til en provins, som strakte sig fra vest til Adriaterhavet, og forblev således under hele den romerske periode. I rammerne af denne provins, beholdt Dasaretien med Lihnid (Lychnis) sin status som frit samfund (en krønike betegner indbyggerne som "Libera gens"). 
Lihnid (Lychnis) havde som hovedcenter for dasareterne en stor betydning i republikkens tid. Om denne betydning vidner et stort antal epigrafiske monumenter, som er fundet i Ohrid, og som blev udført af dasareterne og deres myndigheder. Disse monumenter er blandt de vigtigste, som er blevet tilbage fra det antikke Ohrid.
I den sene antikke periode nævnes Lihnid (Lychnis) som biskoplig hovedsæde, første gang under kirkemødet i dokumenterne i Serdika i 343, hvor blandt andre ses underskriften af Dionysius de Macedonia de Lychnido. Dionysius er faktisk den eneste biskop fra Lihnid (Lychnis) fra det 4. århundrede, om hvem der er kendskab til.
Den sidste reference om Lihnid (Lychnis) var nyheden om dens ødelæggelse. Blandt de svære katastrofer, som ramte Romerriget mens Justinian sad på magten (krige, oversvømmelser, pesten) var jordskælvene. Blandt dem var et den 29. maj og et den 30. maj 526, hvor over 10.000 indbyggere i Lihnid (Lychnis) mistede livet. Efter det nævnes byen ikke mere i de historiske kilder. Der er også uvist, om Justinian genbyggede byen eller ej.